# 中国人民解放军北疆军区
中国人民解放军北疆军区，是中国人民解放军新疆军区（后改为乌鲁木齐军区）下辖的军区，1985年撤销。

## 沿革
1949年12月17日，以中国人民解放军第一野战军第一兵团领导机关为基础，在迪化（1954年2月改称乌鲁木齐）组建新疆军区，隶属西北军区建制，为二级军区。新疆军区领导机关由第一兵团领导机关兼。新疆军区下辖第一兵团下属的第二军、第六军，由新疆国军起义部队改编而成的第二十二兵团及下属的第九军和骑兵第七师、骑兵第八师，以及由新疆三区革命民族军改编而成的第五军。
1950年1月起，新疆军区先后成立喀什军区、迪化军区、伊犁军区这3个三级军区。其中，伊犁军区由第五军军部兼，下辖伊宁军分区、塔城军分区、阿山军分区。1952年10月，伊犁军区缩编成伊犁军分区。
1953年5月，新疆军区把下属部队分别整编成国防部队、生产部队，第二军、第五军、第六军各2个师以及第二十二兵团5个师等部共15万人改编成10个农业建设师、1个工程建设师、4个建筑工程独立团；撤销第二军、第六军番号。
1954年10月7日，根据中央军委及中国人民解放军总参谋部电令，第二十二兵团部和新疆军区生产管理部合并组成新疆军区生产建设兵团，各农业建设师、工程建设师、团等生产部队全部划归新疆军区生产建设兵团建制（1956年5月，该兵团脱离新疆军区建制，改由中华人民共和国农垦部和新疆维吾尔自治区双重领导），撤销第五军番号，第五军军部改编为伊犁哈萨克自治区军区（1955年1月4日改称伊犁哈萨克自治州军区），撤销乌鲁木齐军分区。至此，新疆军区下辖2个军区、11个军分区、1个步兵师、4个骑兵团。
1955年2月11日，中华人民共和国国防部发布《关于全国军区重新划分的决定》，新疆军区升格成大军区，直属中央军委。新疆军区下辖南疆军区、伊犁军区（1955年10月31日自伊犁哈萨克自治州军区改称），均执行军级权限。1969年12月，伊犁军区改称为北疆军区。由于北疆军区领导机关驻地伊宁距中苏边界仅70公里，北疆军区在1970年4月东迁到沙湾县城，1970年10月迁到石河子市，1971年10月迁到乌苏。
1979年5月1日，新疆军区遵照中央军委1979年4月9日电令，改称为乌鲁木齐军区，下辖南疆军区、北疆军区、东疆军区这3个军区。1985年6月，中国人民解放军“百万大裁军”开始。遵照中央军委命令，1985年8月30日撤销乌鲁木齐军区，乌鲁木齐军区机关缩编组建成新疆军区，执行兵团级权限，隶属兰州军区建制；同时撤销了南疆军区、北疆军区、东疆军区，下属各军分区及野战部队转隶新疆军区直辖。

## 历任领导

### 伊犁军区领导
| 伊犁军区司令员（附第五军军长） 1. 法铁依·伊凡诺维奇·列斯肯（1949年12月—1953年，第五军军长。1950年1月至1952年11月兼伊犁军区司令员） 2. 马尔果夫·伊斯哈科夫（1953年—1954年10月，第五军军长） 伊犁军区副司令员（附第五军副军长） - 马尔果夫·伊斯哈科夫（1949年12月—1953年，第五军副军长兼第五军参谋长。1950年1月至1952年11月兼伊犁军区副司令员） - 哈沙诺夫·阿不都热依木（1951年2月—1952年11月，伊犁军区副司令员） | 伊犁军区政治委员（附第五军政治委员） 1. 顿星云（1950年3月—1952年11月，第五军政治委员兼伊犁军区政治委员） 2. 李铨（1953年—1954年10月，第五军政治委员） 伊犁军区副政治委员（附第五军副政治委员） - 曹达诺夫·扎伊尔（1949年12月—1952年12月，第五军副政治委员） - 奴尔莫合买提·沙提洛夫（1952年12月—1954年10月，第五军副政治委员） |

| 伊犁军区参谋长（附第五军参谋长） 1. 马尔果夫·伊斯哈科夫（1949年12月—1953年，第五军副军长兼第五军参谋长） | 伊犁军区政治部主任（附第五军政治部主任） 1. 奴尔也夫·巴吾东（1950年1月—1951年6月，第五军政治部主任兼伊犁军区政治部主任） 2. 李恽和（1951年6月—1952年8月，第五军政治部主任兼伊犁军区政治部主任） 3. 阎化一（1952年8月—1954年10月，第五军政治部主任） |

### 伊犁军分区领导
| 司令员 | 政治委员 |

### 伊犁军区、北疆军区领导
（包括伊犁哈萨克自治区军区、伊犁哈萨克自治州军区、伊犁军区、北疆军区领导）

| 司令员 1. 马尔果夫·伊斯哈科夫少将（1954年10月—1960年8月） 2. 廖明少将（1960年8月—1966年12月） 3. 龚兴业（1966年12月—1975年8月） 4. 李凤友（1978年5月—1983年5月） 5. 郭兴（1983年5月—1985年10月） 副司令员 - 阿里木坚诺夫·乌布拉音拜（1954年12月—1961年1月） - 江子炎（1962年5月—1969年4月） - 任书田（1963年8月—1978年6月） - 肖飞（1965年6月—1981年） - 赵衍庆（1969年4月—1979年10月） - 赵增林（1975年3月—1981年2月） - 李凤友（1975年9月—1978年5月） - 阿不都克里木·马哈木托夫（1975年9月—1983年9月） - 肖升旭（1978年6月—1981年2月） - 杨应福（1979年8月—1983年5月） - 王步苍（1981年2月—1983年5月） - 郭兴（1981年12月—1983年5月） - 玉努素夫·艾山（1983年5月—1985年5月） - 杨清盛（1983年5月—1985年10月） - 何志英（1983年5月—1985年10月） | 政治委员 1. 李铨少将（1954年10月—1956年8月） 2. 张世功（1957年11月—1968年，兼任） 3. 廖明（1966年12月—1969年4月） 4. 钟良树（1969年3月—1979年1月） 5. 王树瑞（1971年5月—1979年5月，第二政治委员） 6. 王树瑞（1979年5月—1983年9月） 7. 王彤（1983年5月—1985年10月） 副政治委员 - 奴尔莫合买提·沙提洛夫（1953年4月—1956年） - 廖明（1957年10月—1960年8月） - 李国清（1960年7月—1981年10月） - 李昭明（1963年8月—1977年6月） - 刘文锦（1971年5月—1978年6月） - 张晓钟（1975年11月—1981年2月） - 葛明旺（1978年6月—1983年5月） - 王彤（1981年2月—1983年5月） - 祖农·黑力力（1983年5月—1985年10月） - 岳建成（1983年5月—1985年10月） |

| 参谋长 1. 玉素甫夫·莫合买提江（1954年12月—1961年1月） 2. 任书田（1962年8月—1963年8月） 3. 许欣之（1965年6月—1969年3月） 4. 齐金炳（1969年1月—1978年6月） 5. 王步苍（1978年6月—1981年2月） 6. 王开录（1981年2月—1983年5月） 7. 王恩庆（1983年5月—1985年7月） | 政治部主任 1. 阎化一（1954年10月—1958年3月） 2. 李昭明（1957年11月—1969年1月） 3. 刘文锦（1969年1月—1978年6月，1971年5月起为副政治委员兼） 4. 栗挺英（1978年6月—1981年2月） 5. 程天锡（1981年2月—1983年6月） 6. 李彤（1983年5月—1985年10月） |

顾问
- 江子炎（1979年2月—1983年9月）[4]
- 肖飞（1981年—1983年9月）[4]
- 栗挺英（1981年2月—1983年9月）[4]
- 李国清（1981年10月—1983年9月）[4]
- 葛明旺（1983年5月—1985年6月）[4]
- 阿不都克里木·马哈木托夫（1983年9月—1985年12月）[4]